# Antonio Martínez Menchén
Antonio Martínez Menchén, pseudónimo de Antonio Martínez Sánchez (Linares, 9 de marzo de 1930-Madrid, 7 de enero de 2022) fue un escritor español.

## Biografía
Nació en Linares aunque pasó su infancia y primera juventud en 
Segovia, donde su familia se encontraba de vacaciones al iniciarse la guerra civil española. Estudió Derecho y Psicología industrial en Madrid y en 1960 ingresó como funcionario público en el Cuerpo Técnico de la Administración Civil. Estuvo casado con la pintora Jesusa Aguirre, hija del pintor Lorenzo Aguirre, con la que tuvo tres hijos. Fue hermano del también escritor Andrés Sorel y padre del poeta Carlos Martínez Aguirre.
Dentro de su amplia trayectoria intelectual hay que destacar dos facetas: la de narrador y la de ensayista. En la primera, a su vez, se distinguen dos tendencias: la narrativa para adultos y la narrativa infantil y juvenil. Como ensayista ha tratado temas fundamentalmente literarios, ya sea en monografías o en publicaciones periódicas de prestigio como Cuadernos para el Diálogo, Cuadernos Hispanoamericanos, República de las letras o el diario El Sol.
Su iniciación en el mundo literario se produjo a principios de la década de los sesenta de la mano del editor Carlos Barral con quien publica Cinco Variaciones (1963) y Las Tapias (1968), novelas en las que apuesta por la renovación formal utilizando el monólogo interior, el flujo de conciencia y otras técnicas tomadas de autores anglosajones como James Joyce. En estas obras aparece otro elemento que será esencial en su producción literaria posterior: la crítica frente al ambiente social y cultural de la posguerra.
En la literatura juvenil el autor trató los temas ya presentes en su narrativa adulta, así como en sus trabajos de ensayista (Narrativa infantil y cambio social (1971)) y folclorista (Cuentos populares Españoles (1981)). Así, su primera obra para jóvenes Fosco (1985) es parte de una trilogía ambientada en la Segovia de posguerra al igual que algunos de sus libros de relatos para adultos como Inquisidores (1968) o Una infancia perdida (1992). También es importante en su obra juvenil la influencia de la novela de aventuras clásica, muy presente en obras como Con el viento en las velas (1996) o La espada y la rosa (1993).
En marzo de 2010 fue nombrado, en su ciudad natal, Consejero de Honor del Centro de Estudios Linarenses.
Falleció en Madrid el 7 de enero de 2022 a la edad de 91 años.

## Obras

### Narrativa
- Cinco Variaciones, Madrid, Seix Barral, 1963.
- Las tapias, Madrid, Seix Barral, 1968.
- Inquisidores, Madrid, Zero-Zys, 1977.
- Pro Patria Mori, Madrid, Legasa, 1980.
- La caja china, Jaén, Dip. Provincial, 1985.
- Una infancia perdida, Madrid, Mondadori, 1992.
- La Tortuga y Aquiles, Madrid, Libertarias, 1993.
- La edad de hierro, Valencia, Epígono, 1998.
- Veinticinco instantáneas y cinco escenas infantiles, Madrid, Gens, 2004.
- Patria, Justicia y pan, Jerez de la Frontera, Barataria, 2006.
- Espejos de soledad, Antología de cuentos. Edición y prólogo de José María Merino, Menoscuarto, Palencia, 2010.

### Literatura infantil y juvenil
- Fosco, Madrid, Alfaguara, 1985.
- Una historia sin nombre, Madrid, Anaya 1987.
- El despertar de Tina, Madrid, Alfaguara, 1988.
- La huida, Madrid, Espasa-Calpe, 1988.
- Del seto de oriente y otros relatos fantásticos, Madrid, Edelvives, 1988.
- Fin de trayecto, Madrid, Alfaguara, 1991.
- Mi amigo el Unicornio, Madrid, Anaya, 1992.
- La espada y la rosa, Madrid, Alfaguara, 1993.
- En mi casa hay un duende, Madrid, Anaya, 1995.
- Con el viento en las velas, Madrid, Alfaguara, 1997.
- La niña que no quería hablar, Madrid, Anaya, 1997.
- Los narradores cautivos (con José María Merino y Jesús Martínez Sánchez), Alfaguara, 1999.
- La puerta de los sueños, Madrid, Anaya, 2003.
- La plazuela de San Justo, Madrid, Lual ediciones, 2008.

### Ensayo y ediciones
- Del desengaño literario, Madrid, Helios, 1970.
- Narraciones infantiles y cambio social, Madrid, Taurus, 1971.
- Baroja y la crisis del canovismo, Madrid, Cuadernos Hispanoamericanos, 1972.
- La novela de aventuras y la naturaleza perdida, Madrid, El viejo topo, 1976.
- La tierra de Alvar González en la poética de A. Machado, Madrid, Cuadernos Hispaonamericanos, 1976.
- Edición de don Juan Manuel, El conde de Lucanor, Madrid, Editora Nacional, 1978.
- Cuentos populares españoles, Madrid, Ministerio de Educación y Ciencia, 1981.
- La literatura realista de carácter infantil y juvenil, Madrid, Cuadernos Hispanoamericanos, 1986.
- Cuentos, trabalenguas y adivinanzas de la tradición española, (Ed. conjunta con Jesús Martínez Sánchez), Madrid, Akal, 1991.
- La narrativa española contemporánea, (Ed. conjunta con Jesús Martínez Sánchez), Madrid, Akal, 1992.
- El conflicto del autor de la literatura infantil, Madrid República de las Letras, 1997.
- Teoría de la literatura infantil y juvenil, Jaén, Diputación provincial de Jaén, 2005.
- Vivencias de Linares en mi narrativa, Linares (Jaén), Centro de Estudios Linarenses, 2011.